# Tebaira
Tebaira är en ort i Mexiko.   Den ligger i kommunen Rosario och delstaten Sinaloa, i den centrala delen av landet, 800 km nordväst om huvudstaden Mexico City. Tebaira ligger 256 meter över havet och antalet invånare är 143.
Terrängen runt Tebaira är kuperad västerut, men österut är den bergig. Runt Tebaira är det glesbefolkat, med 8 invånare per kvadratkilometer. Närmaste större samhälle är Los Ángeles, 15,7 km norr om Tebaira. I omgivningarna runt Tebaira växer i huvudsak blandskog.